# Mistrovství Československa v atletice 1948
Mistrovství ČSR mužů v atletice 1948 v kategorii mužů a konalo 30. června až 1. července v Praze.

## Medailisté

### Muži
| Soutěž                                    | Zlato                                                                               | Stříbro                                                                        | Bronz                                                                          |
| 100 m                                     | Miroslav Horčic 10,9                                                                | Jan Schmid 11,1                                                                | František Brož 11,2                                                            |
| 200 m                                     | Rudolf Otava 23,0                                                                   | Stanislav Kroupa 23,1                                                          | Jaroslav Přeček 23,1                                                           |
| 400 m                                     | Jaromír Malý 51,0                                                                   | Jaroslav Přeček 51,2                                                           | Rudolf Smetana 51,5                                                            |
| 800 m                                     | Václav Winter 1:53,8                                                                | Václav Čevona 1:55,3                                                           | Milan Ogoun 1:56,9                                                             |
| 1500 m                                    | Václav Čevona 3:57,8                                                                | Jindřich Roudný 4:02,8                                                         | Jan Pán 4:05,0                                                                 |
| 5000 m                                    | Emil Zátopek 14:21,0                                                                | Milan Švajgr 15:20,8                                                           | Přemysl Dolenský 15:41,4                                                       |
| 10 000 m                                  | Emil Diringer 32:47,4                                                               | Jindřich Novák 32:49,8                                                         | František Jílek 33:18,0                                                        |
| 110 m př.                                 | Milan Tošnar 15,1                                                                   | Jaroslav Vostatek 15,8                                                         | Jan Mrázek 16,0                                                                |
| 400 m př.                                 | Milan Tošnar 55,3                                                                   | Arnošt Schneider 56,5                                                          | Václav Aim 56,9                                                                |
| 3000 m př. Praha 3. 7. 1948               | Jindřich Roudný 9:30,8                                                              | Jaroslav Slavíček 9:39,4                                                       | Václav Rudolf 10:03,8                                                          |
| 4 × 100 m                                 | Karel Lambert Jaroslav Fikejz Arnošt Schneider Leopold Láznička Sparta Bubeneč 43,6 | František Hanic Albín Hisem Tibor Ťažký Teodor Grandtner Sokol Bratislava 43,9 | Josef Sklenář Otomar Vacek Milan Johanides Mirko Paráček Slavia Praha VII 44,3 |
| 4 × 400 m                                 | Arnošt Schneider Emil Kára Antonín Bechyně Leopold Láznička Sparta Bubeneč 3:26,8   | Jan Havle Václav Winter Písařík Rudolf Smetana Sokol Karlín 3:29,2             | Milan Kvapilík Alexej Čižmář Richard Kania Lubomír Rek Sokol Brno I 3:29,2     |
| Skok do výšky                             | Štefan Tonko 190 cm                                                                 | František Fiedler 185 cm                                                       | Jiří Rubíček 180 cm                                                            |
| Skok o tyči                               | Miroslav Krejcar 390 cm                                                             | Miroslav Lesák 380 cm                                                          | Jan Bém 370 cm                                                                 |
| Skok daleký                               | Jaroslav Fikejz 738 cm                                                              | Albín Hisem 698 cm                                                             | František Kubíček 682 cm                                                       |
| Trojskok                                  | Milan John 14,19 m                                                                  | Zdeněk Kubý 13,69 m                                                            | Karel Hilský 13,41 m                                                           |
| Vrh koulí                                 | Čestmír Kalina 14,42 m                                                              | Jaroslav Knotek 14,36 m                                                        | Jaroslav Vítek 14,01 m                                                         |
| Hod diskem                                | Jaroslav Knotek 45,51 m                                                             | Václav Mudra 43,38 m                                                           | Vladislav Bosák 42,63 m                                                        |
| Hod kladivem                              | Jaroslav Knotek 52,13 m                                                             | Jiří Dadák 47,09 m                                                             | Josef Kuchařík 44,85 m                                                         |
| Hod oštěpem                               | Lumír Kiesewetter 63,21 m                                                           | Josef Strnádek 59,28 m                                                         | Ludvík Písek 58,05 m                                                           |
| 10 km chůze Praha 27. 6. 1948             | Václav Balšán 47:22,5                                                               | Jaroslav Oliva 49:00,0                                                         | Antonín Petráček 49:46,5                                                       |
| 50 km chůze Praha – Poděbrady 22. 8. 1948 | Otakar Buhl 4:36:35,0                                                               | Jaroslav Kučera 4:57:22,0                                                      | František Princ 5:01:21,0                                                      |
| Desetiboj Praha 3. – 4. 7. 1948           | Miloslav Moravec 6390 bodů                                                          | Ján Hurta 5843 bodů                                                            | Zdeněk Šprynar 5621 bodů                                                       |
| Maratonský běh Košice 28. 10. 1948        | Václav Weisshäutel 2:42:38,8                                                        | Antonín Špiroch 2:46:58,0                                                      | Josef Polesný 2:48:34,0                                                        |

### Ženy
Mistrovství ČSR žen v atletice 1948 v kategorii žen se konalo 1. července až 2. července v Praze.
| Soutěž                     | Zlato                                                                                    | Stříbro                                                                                      | Bronz                                                                                   |
| 100 m                      | Olga Šicnerová 12,0                                                                      | Věra Bémová-Kuželová 12,6                                                                    | Miloslava Duchoňová 12,6                                                                |
| 200 m                      | Olga Šicnerová 26,3                                                                      | Věra Bémová-Kuželová 27,3                                                                    | Danuše Hiklová 27,4                                                                     |
| 80 m př.                   | Libuše Lomská 12,1                                                                       | Marie Matesová 13,0                                                                          | Anna Plšková 13,8                                                                       |
| 4 × 100 m                  | A. Calábková-Sigmundová Vlasta Valentová Olga Šarmanová Olga Šicnerová Sokol Přerov 51,6 | Libuše Lomská Vlasta Chlumská Jaroslava Jungrová Věra Bémová-Kuželová Sokol Vinohrady B 52,0 | Květoslava Pochopová Bohumila Veselá Ludmila Müllerová Danuše Hiklová Sokol Brno I 53,2 |
| 4 × 200 m                  | pro malý počet přihlášených se soutěž neuskutečnila                                      |                                                                                              |                                                                                         |
| Skok do výšky              | Blanka Malá-Konečná 149 cm                                                               | Vlasta Chlumská-Píšová 149 cm                                                                | Liduška Kvíčerová 146 cm                                                                |
| Skok daleký                | Vlasta Chlumská-Píšová 531 cm                                                            | Vlasta Valentová 516 cm                                                                      | Soňa Reichová 500 cm                                                                    |
| Vrh koulí                  | Jaroslava Komárková 12.74 m                                                              | Adéla Macháčková 12.32 m                                                                     | Jaroslava Jungrová 11.71 m                                                              |
| Hod diskem                 | Hana Ženíšková 34.46 m                                                                   | Marie Hrubá 34.42 m                                                                          | Anna Stachovičová 33.13 m                                                               |
| Hod oštěpem                | Dana Ingrová 40.00 m                                                                     | Soňa Buriánová 32.33 m                                                                       | Jaroslava Jungrová 29.33 m                                                              |
| Pětiboj Přerov 3. 10. 1948 | Vlasta Chlumská-Píšová 232 bodů                                                          | Liduška Kvíčerová 199 bodů                                                                   | Soňa Reichová 198 bodů                                                                  |